# Piobetta
Piobetta település Franciaországban, Haute-Corse megyében. Lakosainak száma 18 fő (2022. január 1.). Piobetta Bustanico, Carcheto-Brustico, Carpineto, Pianello, Pietricaggio, Tarrano és Valle-d’Orezza községekkel határos.

## Népesség
A település népességének változása:
| Lakosok száma | 70   | 56   | 40   | 25   | 22   | 21   | 20   | 18   | 17   | 18   |
|               | 1968 | 1982 | 1990 | 2006 | 2013 | 2015 | 2017 | 2019 | 2020 | 2022 |